# Tennessee whiskey
Pour les articles homonymes, voir Tennessee whiskey (homonymie).

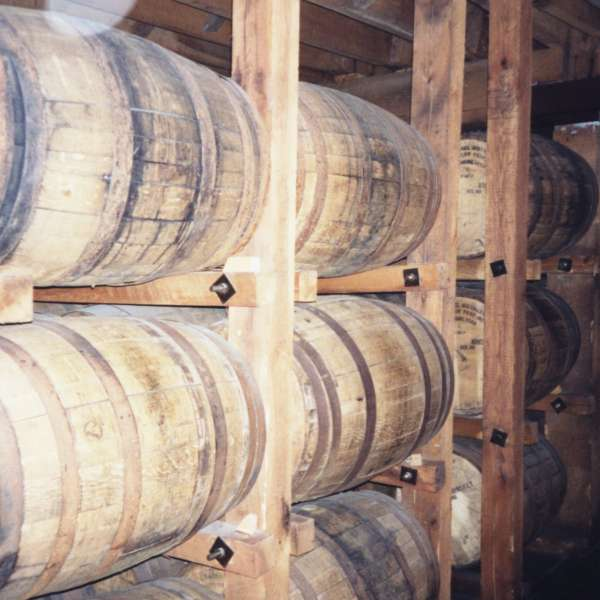
Tonneaux de whiskey dans le Tennessee

Le Tennessee whiskey est un type de whiskey américain. Il est généralement similaire au bourbon, avec un moût d'au moins 70% de maïs, de seigle et d'orge malté et vieilli pendant au moins deux ans dans des fûts de chêne noircis à la fumée.
La différence entre le bourbon et le Tennessee whiskey réside dans l'utilisation pour la fabrication de ce dernier du procédé du comté de Lincoln (Lincoln County process). Ce procédé, nommé d'après le comté de Lincoln où se tenait la première distillerie de Jack Daniel, consiste à filtrer le whiskey à travers une couche de charbon de bois d'érable d'environ trois mètres d'épaisseur avant la mise en fûts. Ce procédé donne à l'eau-de-vie un goût distinctif et une douceur particulière.
Il existe à l'heure actuelle deux producteurs majeurs de Tennessee whiskey (Jack Daniel's et George Dickel (en)) ainsi que quelques producteurs moins importants (Nelson's Green Brier Distillery, TennSouth, Benjamin Prichard's, Collier & McKeel...).